# Guillaume II de Brée
 (juillet 2025).
Motif : pas de sources récentes + notoriété non démontrée
- Archive Wikiwix
- Bing
- Cairn
- DuckDuckGo
- E. Universalis
- Gallica
- Google
- G. Books
- G. News
- G. Scholar
- Persée
- Qwant
- (zh) Baidu
- (ru) Yandex
- (wd) trouver des œuvres sur Wikidata

| 1. | Préciser le motif de la pose du bandeau. | Précisez le motif de la pose du bandeau en utilisant la syntaxe suivante : {{admissibilité à vérifier\|date=août 2025\|motif=remplacez ce texte par le motif}}                            |
| 2. | Informer les utilisateurs concernés.     | Pensez à avertir le créateur de l'article, par exemple, en insérant le code ci-dessous sur sa page de discussion : {{subst:avertissement admissibilité à vérifier\|Guillaume II de Brée}} |

Armes des Brée : d'argent à deux fasces de sable au sautoir de gueulles brochant sur le tout

Guillaume II de Brée, chevalier seigneur de Fouilloux, Montchevrier, Saint-Denis etc., est un gentilhomme du XIVe siècle.

## Biographie
Il reçut en 1371 aveu pour Marpalu de Guillaume d'Abattant, écuyer, et celui des Prez en 1382, de Jean de Lucé, seigneur du dit lieu (en Saint-Denis). Jean Auvé, seigneur de Soulgé-le-Bruant, lui fit pareille obéissance en 1395 pour Savigné ; et dans la même année Gilette d'Arquenay, veuve de Guillaume de Grazay, comme bail de ses enfants, lui rendit aveu de Vauberger (Saint-Denis-du-Maine).
Dans un procès que Raoul, seigneur de Coetquën, soi-disant chambellan du duc de Bretagne, fit au comte de Laval Guy XII de Laval, administrateur des biens des enfants mineurs de Jean IV de Bretagne, duc de Bretagne, en 1402, Guillaume de Brée est cité au nombre des seigneurs chevaliers qui sur les ordres du comte de Laval auraient emmené prisonniers les sujets du dit seigneur de Coetquën. 
Il est remarqué, le 22 janvier 1404 (v.s.) au contrat de mariage d'Anne de Laval, fille et unique héritière de Guy XII de Laval, avec Jean de Montfort, seigneur du dit lieu et de Kergolay, où furent présents plusieurs évêques et les plus grands seigneurs de Bretagne. 
L'an 1406 Jeanne de Laval-Tinténiac, femme autorisée de Guy XII, donna aud. Guillaume délivrance du droit d'usage qu'il avait dans la forêt de Bouère, à cause du château de Saint-Denis, le dénommant en cet acte son cher et bien-aimé cousin. 
En cette même année, 1406, Jean de Vexel, écuyer, seigneur du Tertre de Vimarcé, des Arcis et de la Rochère, lui rendit aveu de la Poibellière (Meslay ?). Enfin en 1407 il est dénommé à cause de Montchevrier dans l'aveu de Laval que Guy XII, sire de Laval, rendit à Louis II d'Anjou, roi de Jérusalem et de Sicile, duc d'Anjou et comte du Maine. 
Ce fut lui qui en 1409 donna pouvoir à Aimery le Cornu,  seigneur de la Ragottière, de traiter et accorder le différend qu'il avait avec le chapitre de Saint-Julien du Mans à cause de la grande dîme de Saint-Denis, que ses prédécesseurs avaient donnée à ce chapitre. 
Le sire de Laval lui confirma le droit qu'il avait dans la forêt de Concise à cause de Montchevrier, par lettres données à Laval le 5 octobre 1410. Par ce titre on voit que le seigneur de Laval nomme son cher et bien-aimé cousin ledit Guillaume de Brée. En 1412 il reçut aveu de Jean de Grazay, fils de Guillaume, à cause de la terre et seigneurie de Vauberger, et rendit en 1417, même obéissance à messire Guy de Laval, chevalier de Fougerolles, Montjean et  Chémeré-le-Roi, dont il tenait en fief volant.

## Famille
Guillaume de Brée épousa le 20 avril 1391 ou 1392 (suivant d'autres titres de Rouessé) Jeanne de Scépeaux , fille de Jean II, chevalier, seigneur de Scepeaux et de Jeanne de Landivy, fille de Jean, chevalier, seigneur de Landevy et de Jeanne Quatrebarbes . 
Jeanne de Scepeaux reçut de son père 80 liv. de rente en mariage dont il promit faire assiette sur ses héritages. Elle était veuve en 1418 et comparut en cette année, comme bail de ses enfants mineurs, aux assises de Laval.
De Guillaume de Brée et de Jeanne sont issus :
1. Jean de Brée
2. Jeanne de Brée qui épousa au commencement de 1400 Jean de Feschal III , chevalier, seigneur du dit lieu, de Thuré, de la Ville-aux-Moines, des Touetz et de la Bretonnière[9].
3. Marie de Brée qui prit alliance avec Jean le Cornu III,  chevalier seigneur du Plessis, et de la Barbottière.